# Mead-tó
A Mead-tó (ejtsd: míd, angolul Lake Mead) az Amerikai Egyesült Államok legnagyobb mesterséges tava a tárolási kapacitást tekintve. A Mead-tó a Colorado folyón épült Hoover-gát mögött jött létre. A tó befolyása és kifolyása is a Colorado folyó, 39 km távolságra van a Las Vegas Striptől, Nevada és Arizona államokban.
A tó 180 km hosszú, 890 km partszakasszal rendelkezik, 640 km², és a legnagyobb mélysége 150 m.

## Történet

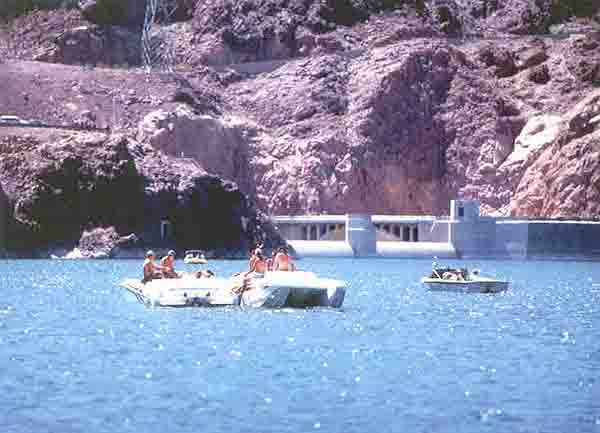
Csónakázók a tavon

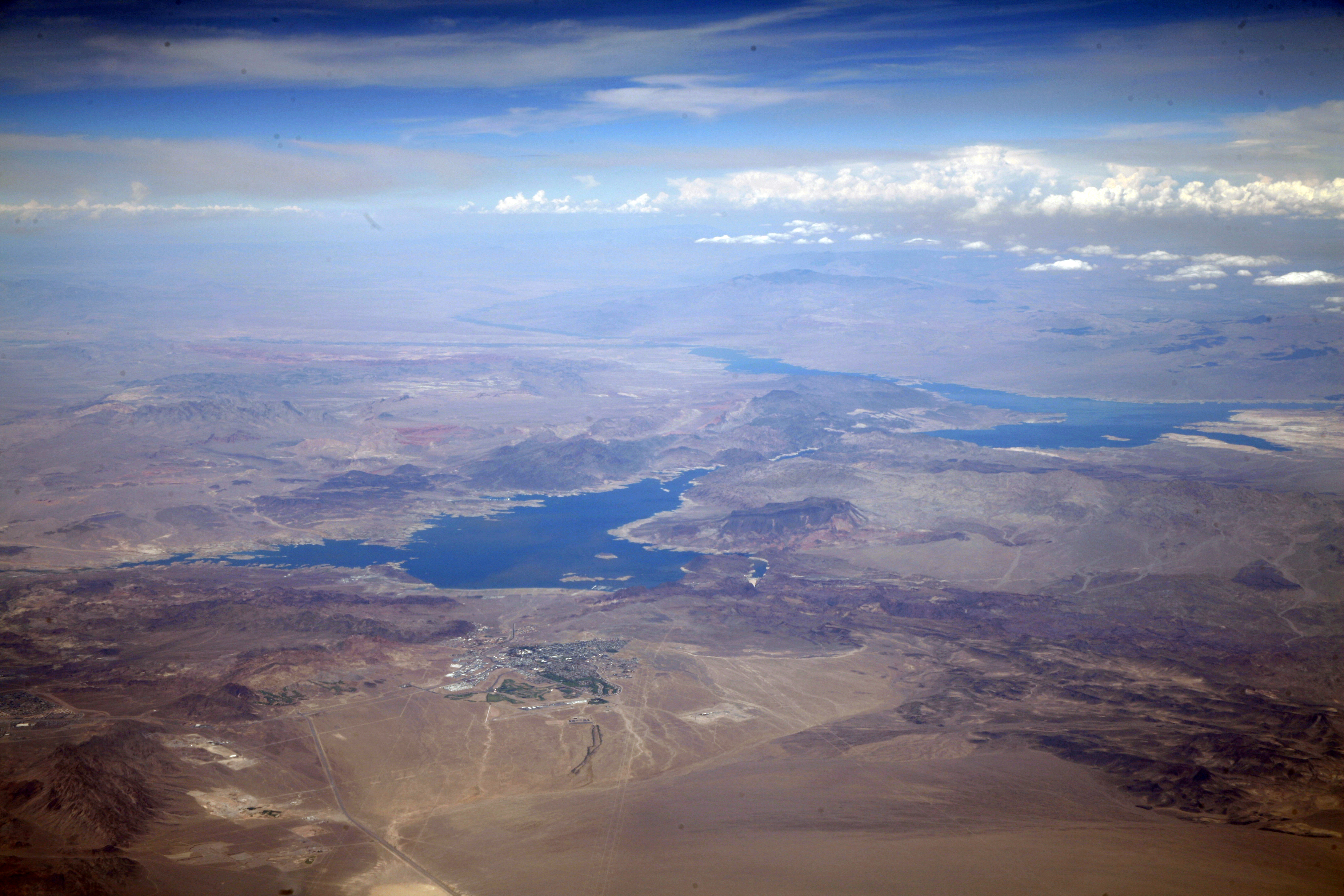
A Mead-tó és Boulder City

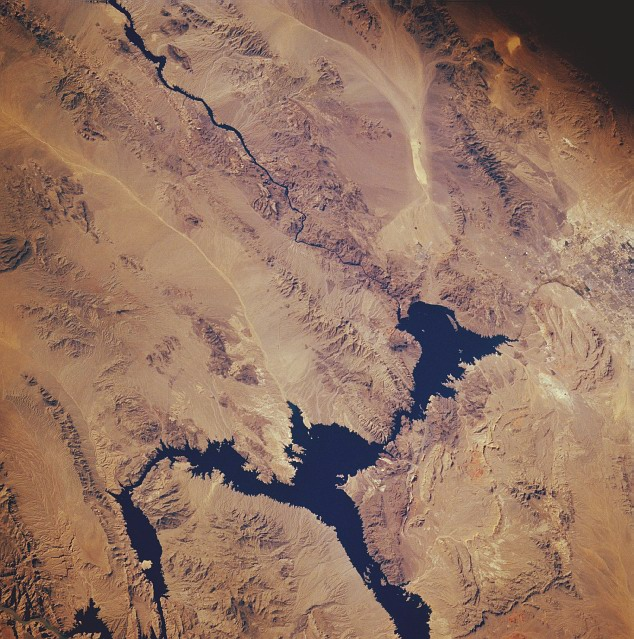
A Mead-tó az űrből

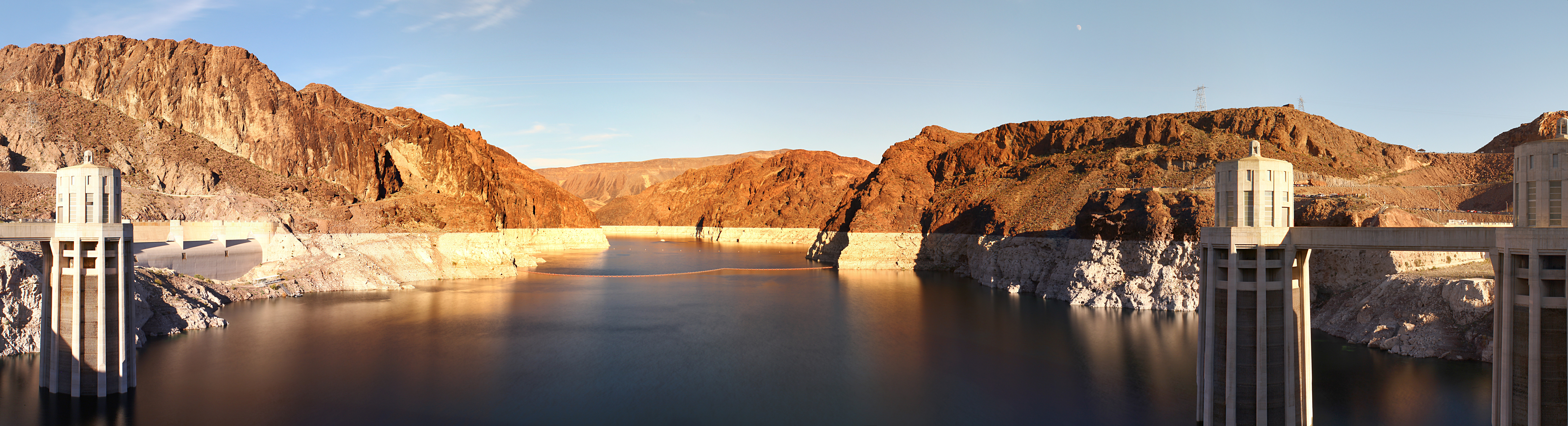
Kilátás a Hoover gától

A tó Elwood Meadről kapta a nevét, aki az USA Regenerálási Hivatalának (Bureau of Reclamation) volt munkatársa 1924–1936 között, amikor a Boulder Canyon Project tervezése folyt, melynek során megépítették a Hoover-gátat (mely egyben egy vízerőmű is) a Colorado folyón. A gát felépítése után keletkezett a Mead-tó. 1964-től nemzeti rekreációs övezetté nyilvánították (Lake Mead National Recreation Area).

## Földrajz
A tó megközelítése kiváló, nyolc ponton lehet elérni valamelyik részét. Las Vegas felől három út is vezet a tóhoz. A tó több részből áll. A legnagyobb a Hoover gát melletti Boulder Basin. A Virgin River és a Muddy River nevű kis folyók az Overton Armba folynak. Még három nagyobb tórészt különböztetnek meg (Virgin Basin, Temple Basin, Gregg Basin). Vannak kisebb tórészek, melyek szárazság idején kiszáradnak. 2010-ben a szárazság miatt a tóban tárolt vízmennyiség a maximális kapacitás 39%-ára csökkent.
A Mead-tó víz utánpótlása a Colorado folyóból származik, mely a környező hegyek olvadó hótömegéből ered.
A tó vízszintingadozása nagy mértékben függ a szárazságtól és a szomszédos hegyekben a hóesés mennyiségétől.

## Rekreáció
A tó több lehetőséget nyújt a helyi lakosoknak és a turistáknak: csónakázás, halászat, úszás, vízisíelés, napozás. Öt kikötő fogadja a hajókat, vitorlásokat. A tóban több kisebb sziget is található, melyek nagysága az aktuális vízszinttől függ. Ezenkívül az Alan Bible Látogatóközpontban található egy kaktusz-gyűjtemény a szomszédos Mojave-sivatagból.

## Érdekesség
A tóban nyugszik három repülőgéproncs. Az egyik egy B-29 Superfortress bombázó, amely 1949-ben a környéken tesztelte a repülőgépről irányítható rakétákat.